# Flughafen Al-Ain

i7
i11
i13
Der Flughafen Al-Ain (arabisch مطار العين الدولي, englisch Al Ain International Airport, IATA-Code: AAN, ICAO-Code: OMAL) ist der Flughafen der Stadt al-Ain in den Vereinigten Arabischen Emiraten.

## Lage
Der Flughafen liegt im Nordwesten der Stadt und ist rund 13 Kilometer vom Stadtzentrum entfernt. Die seit Ende 2009 operierende Buslinie 960 verbindet den Flughafen über die Innenstadt mit der Al Bawadi Mall am südlichen Ende der Stadt im 30-Minuten-Takt.

## Militärische Nutzung
Darüber hinaus gibt es noch eine militärische Basis direkt neben dem zivilen Teil, auf der das Khalifa Bin Zayed (KBZ) Air College das Basis- und Fortgeschrittenentraining der Piloten der Luftwaffe der Vereinigte Arabische Emirate durchführt. Angegliedert an die Schule ist unter anderem die MRTT-Staffel, die die A330-Tankflugzeuge betreibt.

## Zivile Nutzung
Der zivile Teil des Flughafens bietet Verbindungen nach:
- Mumbai
- Peschawar
- Colombo
- Maskat
- Karatschi
- Paris
- Chennai